# Акула-домовой
Акула-домовой, или скапаноринх, или митцекурина (лат. Mitsukurina owstoni) — глубоководная акула, единственный представитель рода акул-домовых или скапаноринхов (Mitsukurina), единственного выжившего в семействе скапаноринховых акул (Mitsukurinidae). Во многих источниках интернета упоминается как акула-гоблин (от англ. goblin shark). Своё название получила за причудливую внешность: рыло этой акулы заканчивается длинным клювовидным выростом, а длинные челюсти могут далеко выдвигаться. Окраска также необычна: близка к розовой (кровеносные сосуды просвечивают сквозь полупрозрачную кожу). Крупнейшая известная особь достигала длины 3,8 метра и весила 210 кг.
Встречается на глубине свыше 200 м, по всему миру от австралийских вод Тихого океана до Мексиканского залива, Атлантика. Рацион состоит из глубоководных кальмаров, крабов и рыб. В общей сложности науке известны лишь 45 экземпляров этой акулы, выловленных либо выброшенных на берег. Тихоокеанские акулы-домовые отличаются более крупными размерами. Впервые вид научно описан в 1898 году.

## Ареал
Впервые была добыта в 1897 году у берегов Японии. Обитает на глубине от 200 метров, встречается в теплых и умеренных водах всех океанов. Максимальная глубина поимки составляет 1300 метров. Большая часть акул была поймана у берегов Японии в районе между заливом Тоса и полуостровом Босо. Эти акулы встречаются у побережья Австралии, Новой Зеландии, ЮАР, Французской Гвианы, в Бискайском заливе, у берегов Мадейры и Португалии, а также в Мексиканском заливе.

## Описание
Длина самцов акулы-домового колеблется в пределах 2,4—3,7 м, а самок — 3,1—3,5 м. Самый крупный известный экземпляр достигал в длину 3,8 м и весил 210 кг. У акул-домовых тело веретенообразной формы, плавники имеют необычную для акул закругленную форму; анальный плавник и брюшные плавники хорошо развиты и превышают размерами спинной плавник. Верхняя лопасть гетероцеркального хвостового плавника сильно развита и напоминает хвост лисьих акул; нижняя лопасть отсутствует. Розовую окраску имеют только живые особи, после смерти окрас становится коричневым. Плавники синеватые. Третье веко, латеральные кили на хвостовом стебле и прекаудальная выемка отсутствуют. Передние зубы — длинные и острые, с гладкими краями, а задние — приспособлены для раздавливания раковин.

## Биология
Биология акулы-домового изучена очень мало. Неизвестно даже, насколько многочислен этот вид, и не находится ли он под угрозой исчезновения. Питается различными глубоководными организмами: рыбой, моллюсками, ракообразными. Челюсти подвижны, способны выдвигаться наружу. Акула-домовой ловит добычу, выдвигая челюсти и втягивая в пасть воду вместе с жертвой. Вырост на носу содержит большое количество электрочувствительных клеток и помогает акуле находить добычу в глубоководной темноте. Печень очень велика — достигает 25 % массы тела (как и у некоторых других видов акул, она заменяет плавательный пузырь). Предположительно, акула-домовой является яйцеживородящей. В естественной среде у акул-домовых нет врагов.
В ископаемом состоянии неизвестна (хотя имеет внешнее сходство с некоторыми древними акулами).

## Взаимодействие с человеком
Промыслового значения не имеет. Челюсти акулы-домового очень ценятся коллекционерами. Одна акула-домовой была поймана живой и содержалась в Токийском Университете (Япония), но прожила в неволе только одну неделю. Потенциально опасна для человека (как и любая акула крупнее 80 см), но ввиду того, что эта акула очень редка и живёт на большой глубине, шансов случайно встретиться с ней нет.
Международный союз охраны природы выделил следующие виды угроз, которым подвергаются акулы-домовые: целевой промысел, поимка в качестве прилова и загрязнение окружающей среды, однако этому виду присвоен статус сохранности «Вызывающий наименьшие опасения».
В декабре 2010 года в прессе и интернете появилось сообщение о том, что экземпляр акулы-домового якобы был выловлен в Чёрном море у Севастополя (24 декабря 2010 года). Океанологи не смогли объяснить, как акула оказалась в менее соленом и сравнительно мелководном Чёрном море. В Чёрном море она, по-видимому, не водится — и возможность того, что акула могла заплыть из Средиземного моря, исключена.
Версия о том, что акула-домовой могла быть привезена в Чёрное море людьми, представляется неправдоподобной.
Представители местных СМИ утверждают, что сюжет сфальсифицирован. Журналисты утверждают, что видеоролик был сделан год назад и не на Чёрном море. На Youtube есть копия видеоролика, использованного в сюжете, который датирован 4 ноября 2010 года.
- Челюсти акулы-домового крупным планом
- Различное положение челюстей у пойманных особей долгое время затрудняли классификацию вида